# 14歳の挑戦
14歳の挑戦（じゅうよんさいのちょうせん）は、富山県内の全ての中学2年生である、13・14歳を対象に富山県内で行われている職場体験学習事業である。

## 概要
富山県が行っている取り組みであり、中学生に職場体験させ、さまざまな経験を積むことを目的に行われている。1999年度から富山県内で始まり、現在では富山県内85の全ての中学校2年生が参加している。

## 活動内容
事業所や福祉施設など、実際に社会の中で5日間身を置き、その一員として活動する。1日の活動時間は、7時間を越さないものとし、5日間合計30時間の労働である。

## 主な受け入れ事業所
各学校やPTA、生徒自身などが、受け入れ事業所を探している。
主な受け入れ先
- 幼稚園
- 保育園
- 小学校
- 図書館
- 消防署
- 警察署
- 福祉施設
- 医療機関
- ホテル
- 生協
- 農協
- 漁協
- 自動車ディーラー
- ガソリンスタンド
- 飲食店
- ファミリーレストラン
- ディスカウントストア
- 新古書店
- 郵便局
- 旅行代理店
- 神社
- 寺院
- 農家
- 牧場
- 個人商店
- 新聞社
- 放送局
- 美容院
- スポーツ施設

など

## 活動期間・活動時期
活動期間は原則として5日間だが、学校によっては3日間のところもある。また、事業所が定休日などで休みの場合は各自の中学校で奉仕活動をする場合がある。活動時期は学校・市町村によってばらつきがあるが、主に5月から9月までの間である。